# ラヴィル・ガイヌッティン

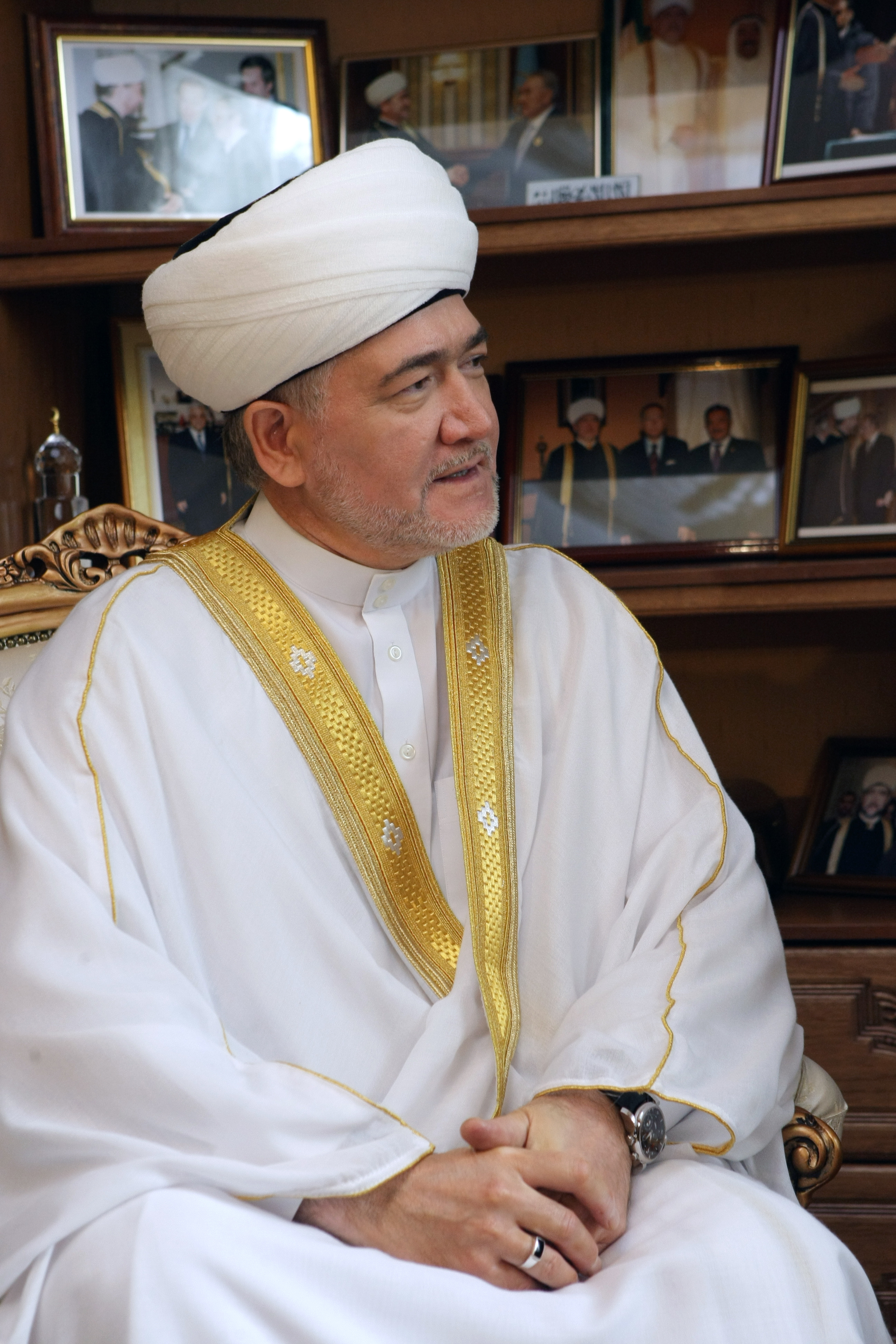
ラヴィル・ガイヌッティン

ラヴィル・ガイヌッティン（ロシア語: Равиль Исмагилович Гайнутдин、タタール語: Равил Исмәгыйл улы Гайнетдин、1959年8月25日-）は、ロシアのイスラーム指導者。ヨーロッパ・ロシア・ムスリム宗務局代表、ロシア・ムフティー協会代表を務めている。

## 人物・略歴
1959年にタタールスタンで生まれる。1979年にブハラのミーリ・アラブ・マドラサに入学し、イスラーム諸学を修めた。修了後は、カザンのヌール・イスラーム・モスクの指導者（イマーム・ハティープ）となる。
1985年には、ソ連邦の公的ムスリム機関である「ソ連邦ヨーロッパ部およびシベリア・ムスリム宗務局（ДУМЕС、現在の中央ムスリム宗務局）」にて書記として勤務した。1987年にモスクワ・モスクのイマーム・ハティープとなり、1991年にはモスクワ・イスラーム・センターの代表に選任された。
1994年1月29日にムフティーに選出され、ヨーロッパ・ロシアのムスリムを管轄する「ロシア中央ヨーロッパ部ムスリム宗務局（現在のヨーロッパ・ロシア・ムスリム宗務局, ДУМЕР）」の代表に就任。1996年7月1日にロシア・ムフティー協会（Совет муфтиев России）の代表となる。
ガイヌッティンは宗務局の代表として、ロシア国内でのモスクの建設活動に積極的に携わり、1998年以降、約1,000箇所のモスクの建設に関わった。また、ロシアの政治エリートとも良好な関係を持ち、1997年には、モスクワ市長ルシコフの協賛の下に、大祖国戦争（1941年6月〜1945年5月）での戦死者を祈念する「殉教者モスク（Мечеть Шухада）」をモスクワ市内に建設した。
1998年に「友好勲章」を受勲。「シェイフ」の称号で呼ばれる。
イスラームに関する研究著作も多い。